# بارانکا د اوپیا
بارانکا د اوپیا (انگلیسی: Barranca de Upía) نام یک منطقه مسکونی در کلمبیا است.